# Tyndalleffekt

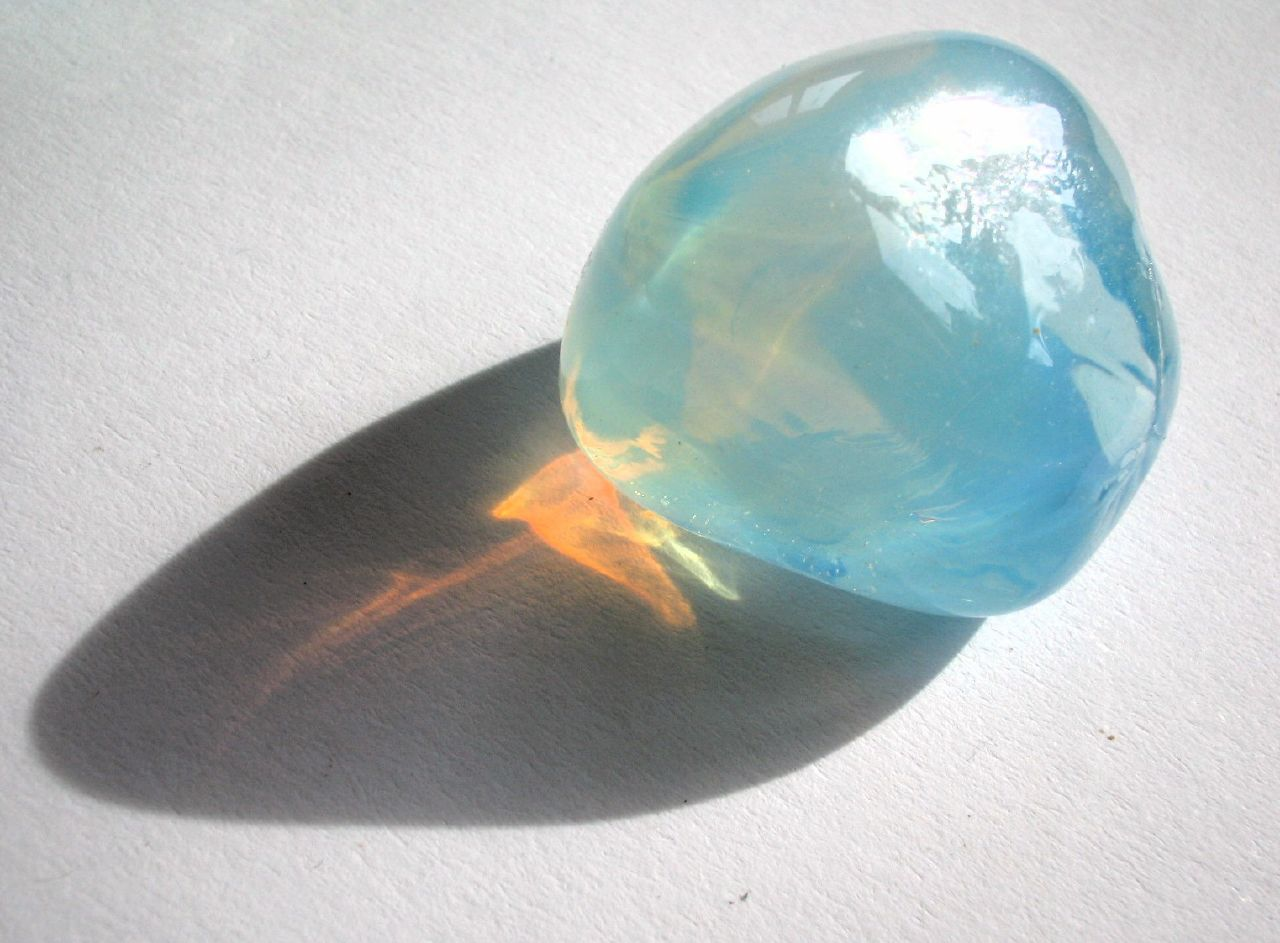
Tyndall-effekten i opaliserande glas: det verkar blått från sidan, men orange ljus lyser igenom.

Tyndalleffekten är ett fenomen som består i att ljus sprids bort från strålriktningen av kolloidala partiklar och att ljuset som sprids med en vinkel på 90° är linjärt polariserat. När det inkommande ljuset är vitt, är det spridda ljuset blått eller blåaktigt. Fenomenet observerades av John Tyndall i laboratorium, och han såg det som förklaring till att himmelen är blå och solnedgångar röda. Ett exempel i vardagen är den blå färgen som ibland ses i röken från motorcyklar, i synnerhet tvåtaktsmotorer där den brända motoroljan ger dessa partiklar. Samma effekt kan också observeras med tobaksrök vars fina partiklar också företrädesvis sprider blått ljus.
Under Tyndalleffekten sänds de längre våglängderna mer, medan de kortare våglängderna reflekteras mer diffust via spridning. Tyndalleffekten ses när ljusspridande partiklar sprids i ett annars ljusgenomsläppligt medium, där diametern på en enskild partikel ligger i intervallet ungefär 40 till 900 nm, det vill säga något under eller nära våglängderna för synligt ljus (400–750 nm).
Den är särskilt användbar för kolloidala blandningar. Till exempel används Tyndalleffekten i nefelometrar för att bestämma storleken och densiteten av partiklar i aerosoler och andra kolloidala ämnen. Undersökning av fenomenet ledde direkt till uppfinningen av ultramikroskop och turbidimetri.
Det är uppkallat efter 1800-talsfysikern John Tyndall, som först studerade fenomenet omfattande.

## Historik
Innan han upptäckte fenomenet var Tyndall främst känd för sitt arbete med absorption och emission av strålningsvärme på molekylär nivå. I hans undersökningar inom det området hade det blivit nödvändigt att använda luft från vilken alla spår av flytande damm och andra partiklar hade avlägsnats, och det bästa sättet att upptäcka dessa partiklar var att bada luften i intensivt ljus.

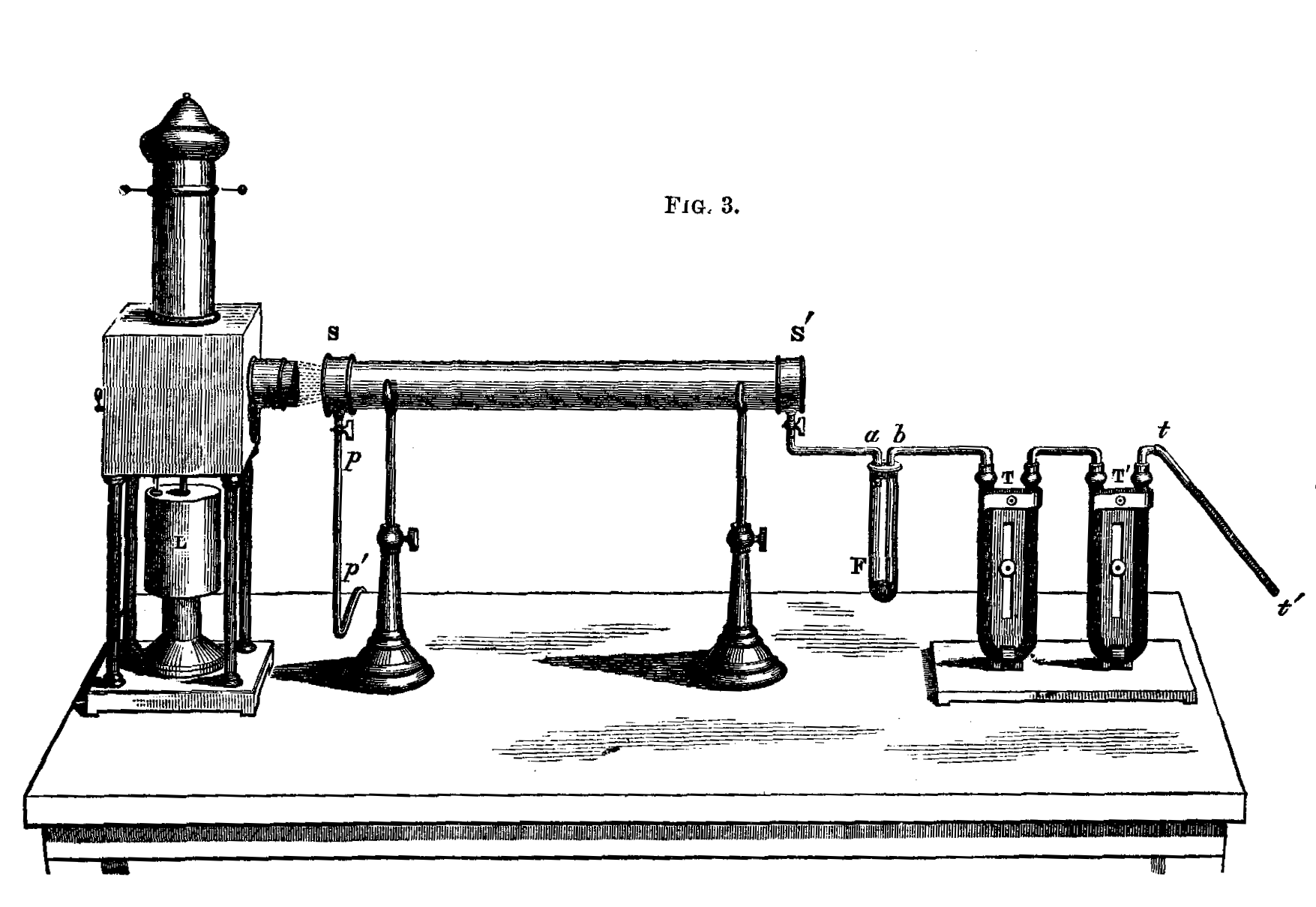
Uppställningen varmed John Tyndall upptäckte Tyndallspridning.

Tyndall studerade på 1860-talet effekten av ljus på kemiska reaktioner i gaser. Han använde till detta en elektrisk båglampa som ljuskälla. Ljuset gick genom ett glasrör på ungefär en meter, som kunde fyllas med olika gaser vid olika tryck. I ett annars mörkt rum gjorde reaktioner att ljus blev synlig från sidan som en stråle genom röret, som alltid först var blå, men som vid fortsatt reaktion blev vitaktig. Tyndall observerade att det blå ljuset som spreds i riktningar vinkelrätt mot röret var fullständigt linjärt polariserat. Genom experimenten upptäckte Tyndall att när man gradvis fyllde röret med rök och sedan lyste en ljusstråle genom det, verkade strålen vara blå från rörets sidor men röd från den bortre änden. Denna observation gjorde det möjligt för Tyndall att först föreslå det fenomen som senare skulle bära hans namn.
År 1902 utvecklades ultramikroskopet av Richard Adolf Zsigmondy (1865–1929) och Henry Siedentopf (1872–1940), som arbetade för Carl Zeiss AG. Nyfikenhet på Tyndalleffekten ledde till att de applicerade starkt solljus för belysning och de kunde bestämma storleken på 4 nm små guldnanopartiklar som genererar tranbärsglasfärg. Detta arbete ledde till Zsigmondys Nobelpris i kemi.

## Jämförelse med Rayleighspridning
Rayleigh-spridning definieras av en matematisk formel som kräver att de ljusspridande partiklarna är mycket mindre än ljusets våglängd. För att en dispersion av partiklar ska kvalificera sig för Rayleighformeln måste partikelstorlekarna vara under ungefär 40 nanometer (för synligt ljus), och partiklarna kan vara individuella molekyler. Kolloidala partiklar är större och befinner sig i den ungefärliga närheten av storleken på en ljusvåglängd. Tyndallspridning, det vill säga kolloidal partikelspridning, är mycket mer intensiv än Rayleigh-spridning på grund av de större partikelstorlekarna som är involverade. Vikten av partikelstorleksfaktorn för intensitet kan ses i den stora exponent den har i den matematiska förutsättningen för intensiteten av Rayleigh-spridning. Om kolloidpartiklarna är sfäroida, kan Tyndallspridning analyseras matematiskt i termer av Mie-teorin, som tillåter partikelstorlekar i den ungefärliga närheten av ljusets våglängd. Ljusspridning av partiklar med komplex form beskrivs med T-matrismetoden.

## Blå iris
Färgen på blå ögon beror på Tyndalls spridning av ljus av ett genomskinligt lager av grumligt medium i iris som innehåller många små partiklar med en diameter på cirka 0,6 mikrometer. Dessa partiklar är fint suspenderade i den fibrovaskulära strukturen av stroma eller främre lagret av iris. Vissa bruna iris har samma lager, förutom med mer melanin i sig. Måttliga mängder melanin gör hasselbruna, mörkblå och gröna ögon.
I ögon som innehåller både partiklar och melanin absorberar melanin ljus. I frånvaro av melanin är skiktet genomskinligt (det vill säga ljuset som passerar genom sprids slumpmässigt och diffust av partiklarna) och en märkbar del av ljuset som kommer in i detta genomskinliga skikt återkommer via en radiell spridd bana. Det vill säga, det finns backscatter, omdirigeringen av ljusvågorna tillbaka ut till det fria.
Spridningen sker i större utsträckning vid kortare våglängder. De längre våglängderna tenderar att passera rakt genom det genomskinliga lagret med oförändrade vägar av gult ljus, och sedan möta nästa lager längre bak i iris, som är en ljusabsorbent som kallas epitel eller uvea som är färgad brunsvart. Ljusstyrkan eller intensiteten hos spritt blått ljus som sprids av partiklarna beror på detta lager tillsammans med det grumliga mediet av partiklar i stroman.
De längre våglängderna reflekteras alltså inte (genom spridning) tillbaka till det fria lika mycket som de kortare våglängderna. Eftersom de kortare våglängderna är de blå våglängderna ger detta upphov till en blå nyans i ljuset som kommer ut ur ögat. Den blå irisen är ett exempel på en strukturell färg eftersom den bara förlitar sig på interferens av ljus genom det grumliga mediet för att generera färgen.
Blå ögon och bruna ögon är därför anatomiskt olika varandra på ett genetiskt ickevariabelt sätt på grund av skillnaden mellan grumligt medium och melanin. Båda typerna av ögonfärg kan förbli funktionellt åtskilda trots att de "blandas" ihop.

## Liknande fenomen skiljer sig från Tyndallspridning

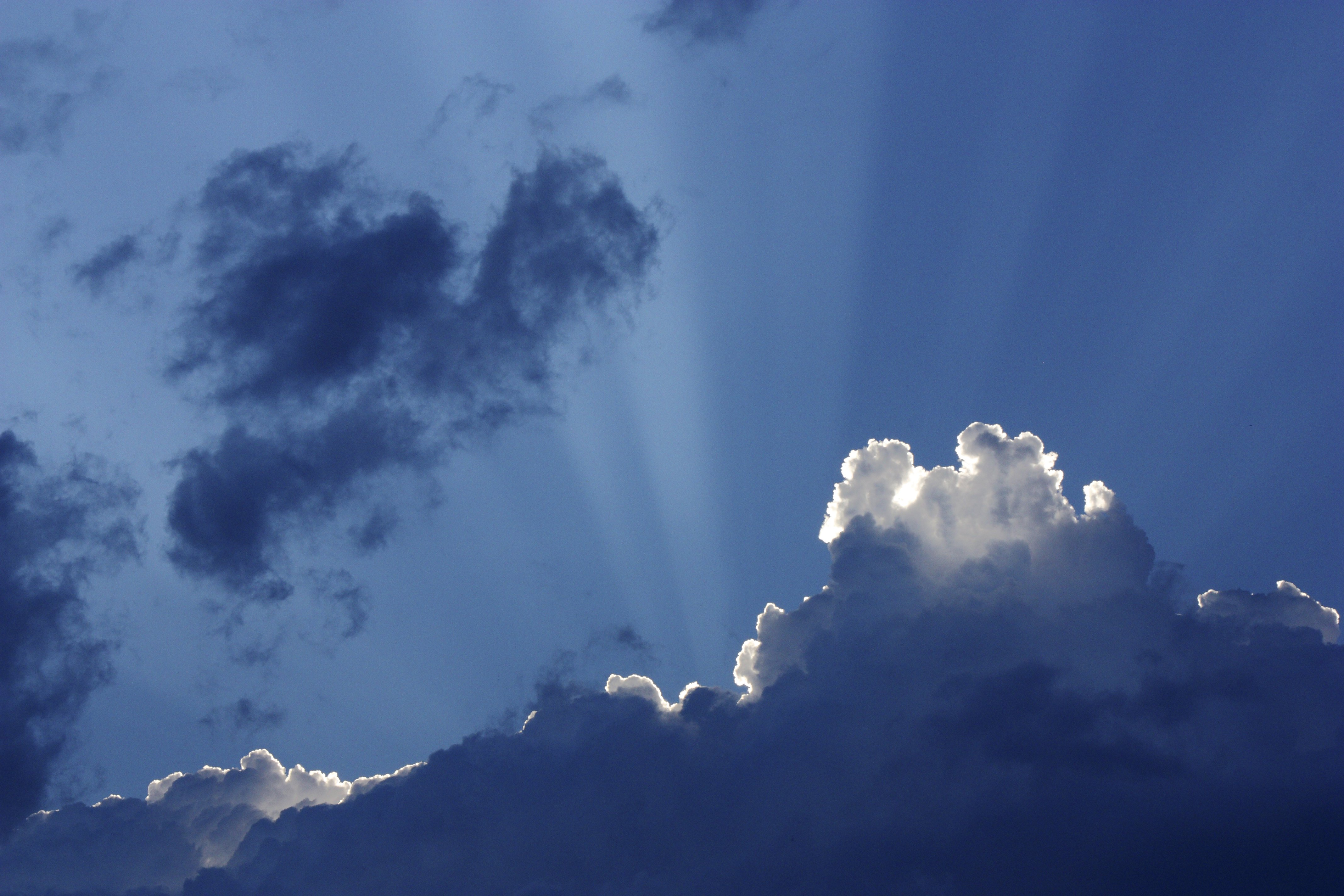
Solstråle som visar Mie-spridning istället för Tyndall-spridning.

När dagens himmel är mulen passerar solljus genom molnens grumlighetslager, vilket resulterar i spritt, diffust ljus på marken (solstråle). Detta uppvisar Mie-spridning istället för Tyndallspridning eftersom molndropparna är större än ljusets våglängd och sprider alla färger ungefär lika. När dagshimlen är molnfri, är himlens färg blå på grund av Rayleigh-spridning istället för Tyndallspridning eftersom spridningspartiklarna är luftmolekylerna, som är mycket mindre än våglängderna av synligt ljus. På liknande sätt är termen Tyndalleffekt felaktigt applicerad på ljusspridning av stora, makroskopiska dammpartiklar i luften eftersom de på grund av sin stora storlek inte uppvisar Tyndallspridning.
| Spridningsprocess | Partikeltyp                      | Partikelstorlek | Resulterande effet         |
| ----------------- | -------------------------------- | --------------- | -------------------------- |
| Rayleighspridning | Luftmolekyl (N2 och O2)          | < 1 nanometer   | Sky blue hue               |
| Tyndallspridning  | Kolloidala partilar i suspension | 50 nm till 1 μm | Blått spritt ljus          |
| Miespridning      | törre luftdamm eller molndroppar | > 1 micrometer  | Alla färger lika utspridda |

## Galleri

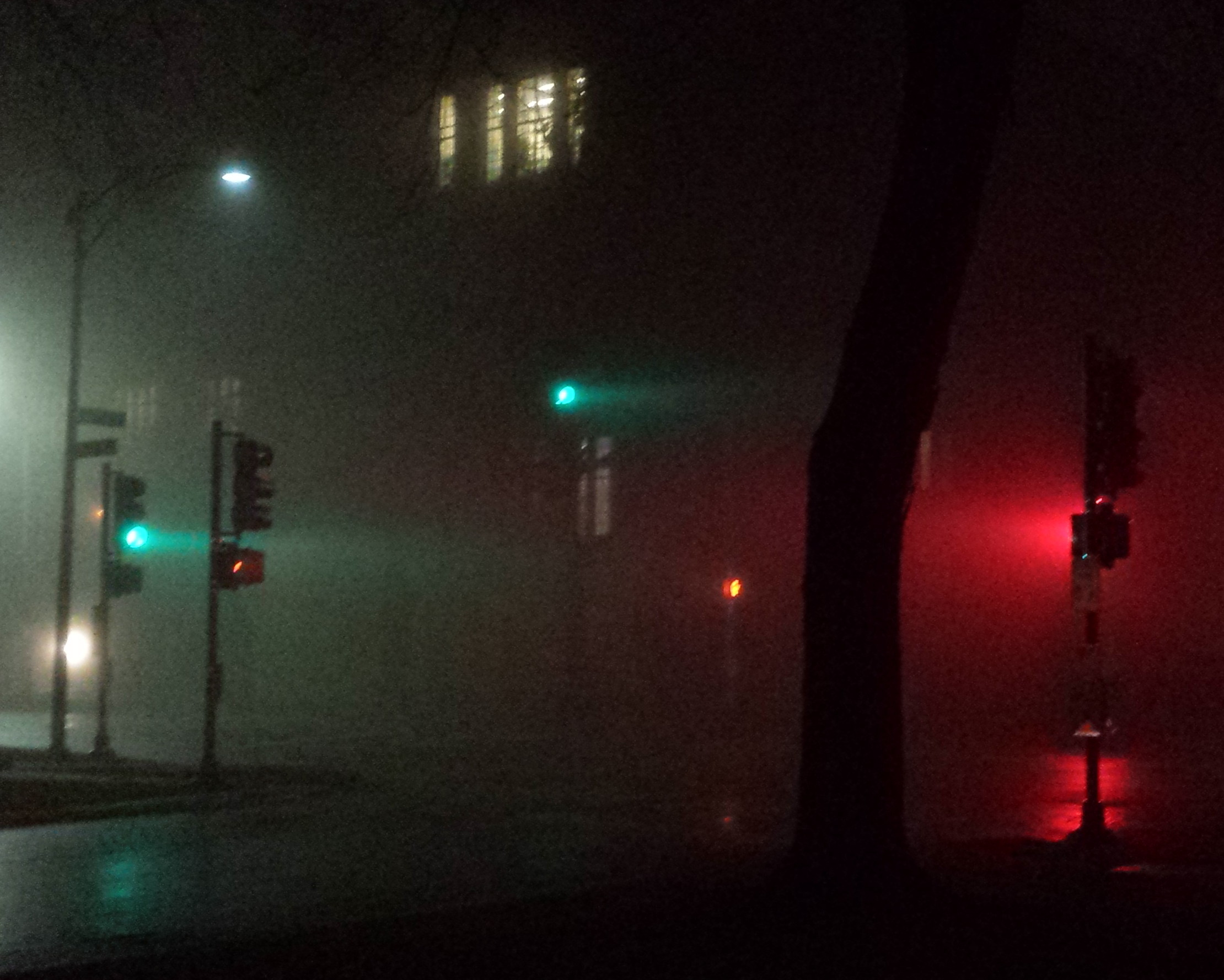
Trafikljus som sprids i dimma
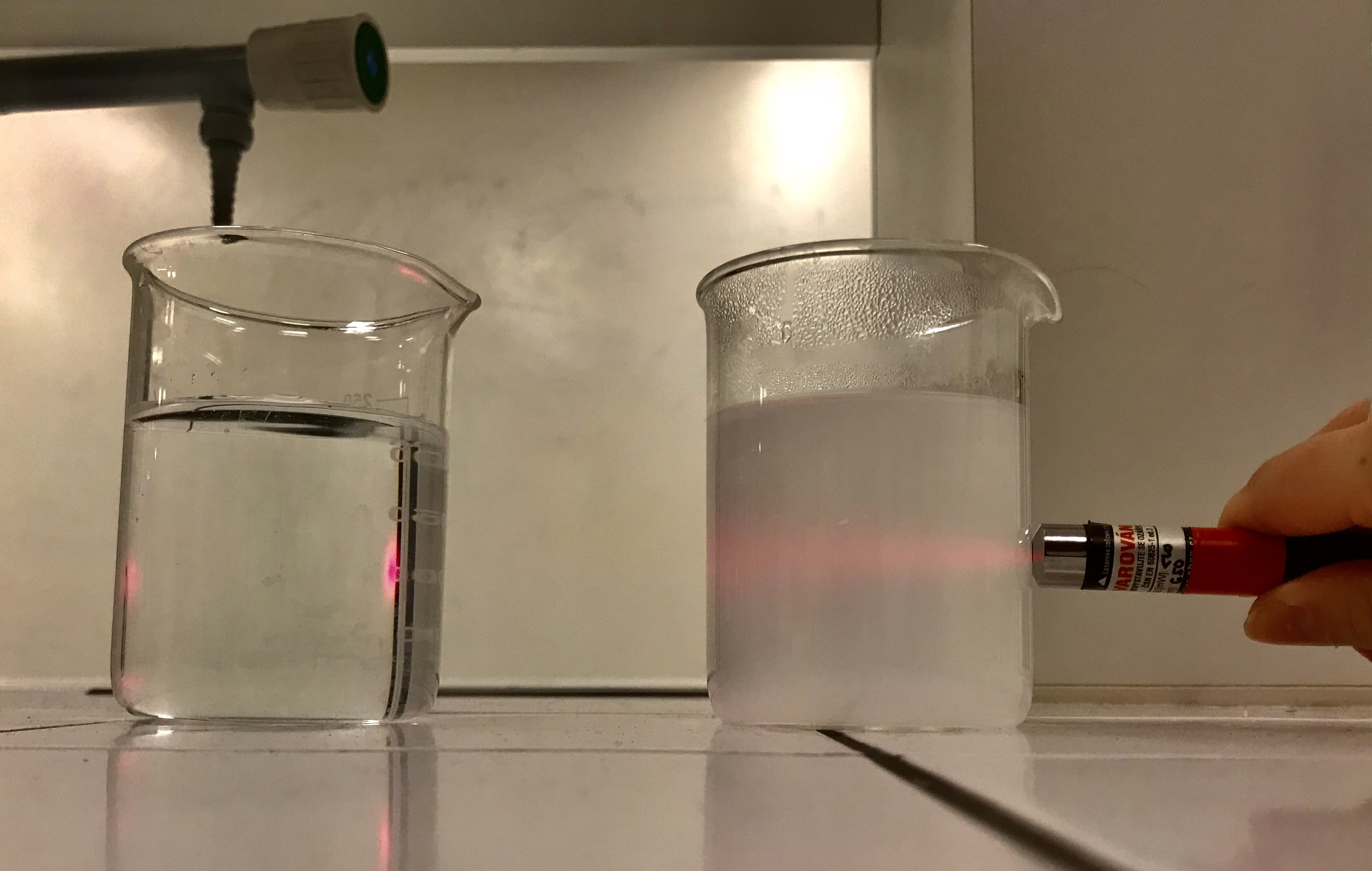
Kolloiden till höger visar Tyndalleffekt medan lösningen inte
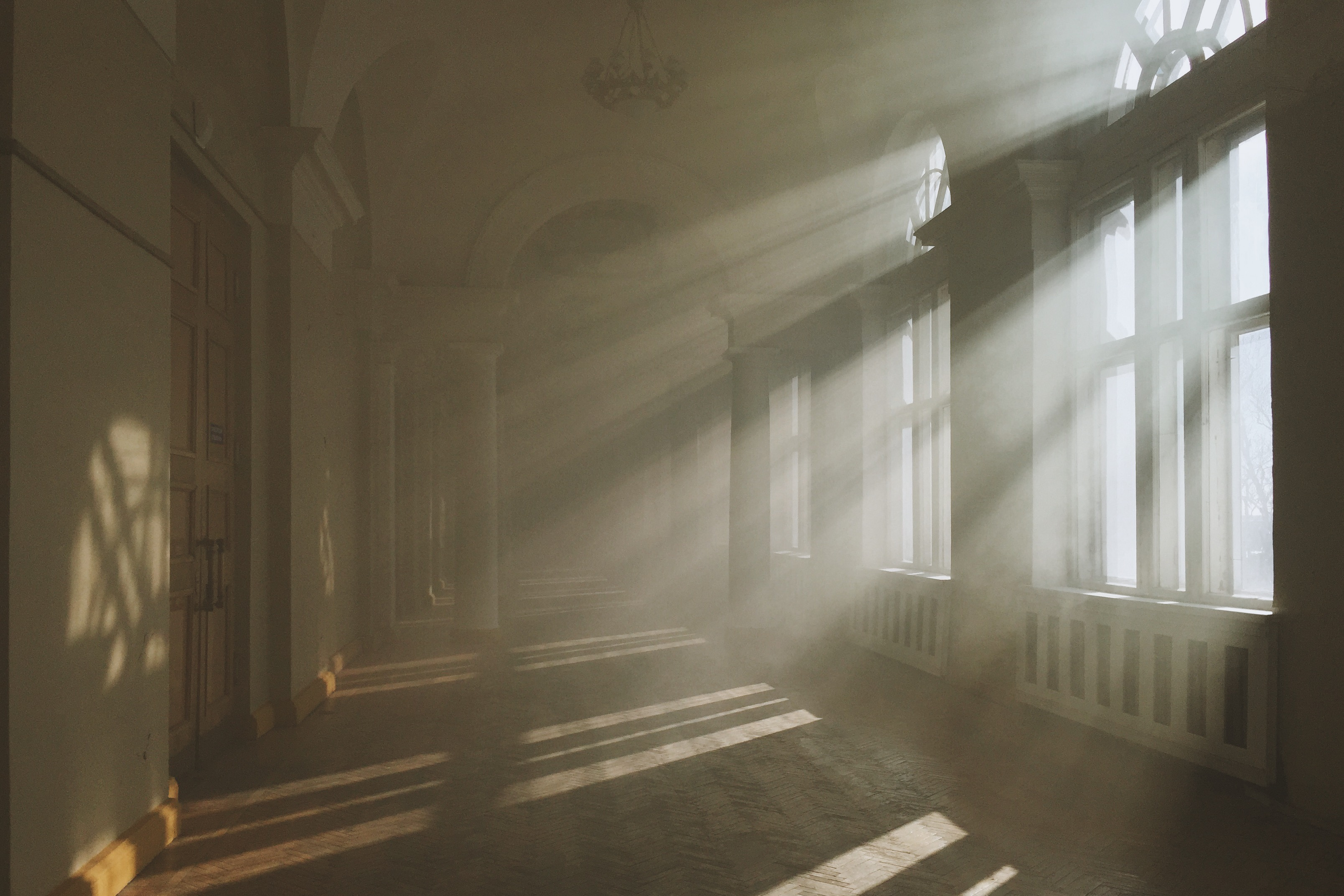
Damm i luften uppvisar Mie-spridning snarare än Tyndall-spridning
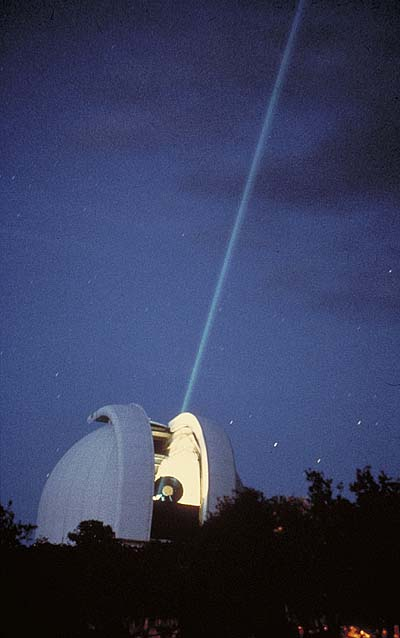
Laserns väg från observatoriet blir synlig på grund av Tyndalleffekten
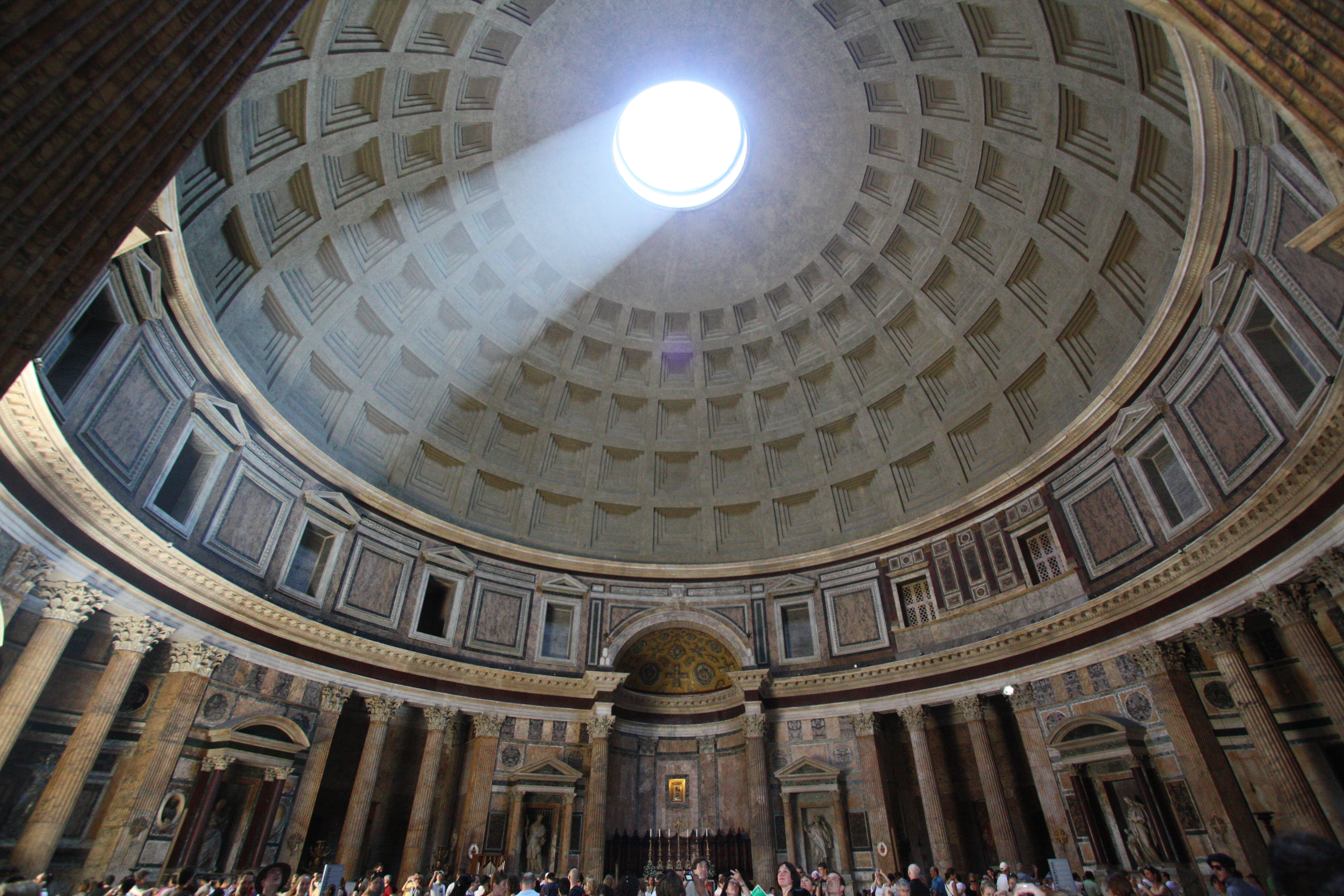
Tyndall-effekt producerad av oculus i toppen av Pantheons kupol, Rom. Oculus är den enda ljuskällan i Pantheon.
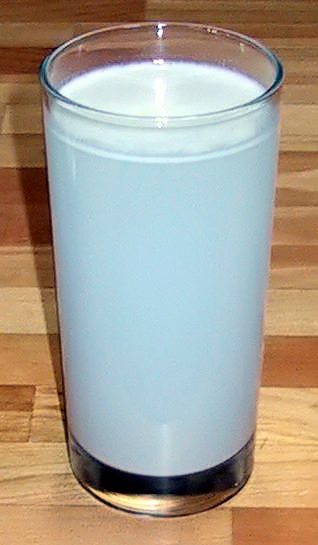
Mjöl suspenderat i vatten verkar vara blått eftersom endast spritt ljus når ögonen och blått ljus sprids av mjölpartiklarna mer än rött ljus [ 1 ]